# Вормси
 Тази статия е за острова в Балтийско море.  За естонската община вижте Вормси (община).  
Вормси (на естонски: Vormsi) е остров в източната част на Балтийско море, част от територията на Естония. Площ 93 km². Дължина от запад на изток 15 km, ширина до 8 km. Той е четвъртият по големина остров в Моонзунския архипелаг и е разположен между континента на изток и остров Хиюмаа на запад, от който го отделя широкия 12 km проток Харикурк (Муху). В административно отношение образува общината Вормси в област Ляяне. Има равнинен, слабо вълнист релеф с максимална височина 10 m. Изграден е от варовици и морски кватернерни наслаги. От Средновековието островът е населен главно с шведи, но по време на Втората световна война повечето от тях се изселват в Швеция. Днес населението му е 231 души (2011). Има шест малки селца, разположени по крайбрежието, като най-голямо от тях е Хуло.